# 明木茂夫
明木 茂夫（あけぎ しげお、1962年 - ）は、日本の中国文学者、中京大学教授（中国文学担当）。
2002年から中国国内のUFOに関する論文（中国の古代宇宙飛行士説の論拠とされる文献の検証）をと学会に送ったのをきっかけに、同会の会員になった。

## 概要
九州大学文学部卒、同大学院文学研究科修了。文学修士。九州大学助手等を経て中京大学国際教養学部教授。本来は中国古典の音律論が専門であるが、学生の興味を引くために中国におけるUFOの目撃談を紹介したのがきっかけで中国のトンデモ本の研究もしている。裏の専門、すなわちと学会の活動としては中国のトンデモ本やオタク文化を研究対象としている。また、近年では日本の教育における中国地名のカタカナ表記について、実際の中国語の発音との違いや漢字表記とのつながりを無視していると批判を行っている。

## 著作
- 『オタク的中国学入門』楽工社〈と学会レポート〉、2007年7月。ISBN 978-4-903063-10-2。
- 『オタク的翻訳論　日本漫画の中国語訳に見る翻訳の面白さ』 巻1-7巻、東方書店、2007年-2010年。
- 『中国地名カタカナ表記の研究―教科書・地図帳・そして国語審議会』東方書店〈中京大学文化科学叢書〉、2014年4月。ISBN 978-4-497214027。

### 共著・編著・共編著
- 明木茂夫主編 編『楽は楽なり――中国音楽論集』好文出版〈中京大学文化科学叢書 6〉、2005年3月。ISBN 4-87220-092-6。
- 明木茂夫主編 編『楽は楽なりⅡ――中国音楽論集、古楽の復元』好文出版〈中京大学文化科学叢書 8〉、2007年3月。ISBN 978-4-87220-112-3。
- と学会『と学会年鑑YELLOW』楽工社、2006年4月。ISBN 4-903063-03-8。
- と学会『と学会年鑑GREEN』楽工社、2006年6月。ISBN 4-903063-04-6。
- と学会『と学会年鑑ORANGE』楽工社、2007年4月。ISBN 978-4-903063-09-6。
- と学会 『と学会25thイヤーズ！』東京キララ社、2017年。「『京劇』はなぜ『ジンジュ』になったのか」109-121頁